# Tālā samoano
Il tālā (dollaro delle Samoa) è la moneta delle isole Samoa, il suo codice ISO 4217 è WST. Diviso in 100 sene, il suo nome in samoano corrisponde a dollaro, così come sene corrisponde a cent.
Il tālā fu introdotto nel 1967. Fino ad allora le isole Samoa avevano usato la sterlina neozelandese. Il tālā la rimpiazzò con un rapporto di cambio di 2 ad 1, diventando così equivalente al dollaro neozelandese, nel frattempo creato, al cui valore fu legato fino al 1975.
Esistono monete da 1, 2, 5, 10, 20, 50 sene ed 1 e 2 tala, le banconote invece hanno tagli da 2 (stampati fino al 1990), 5, 10, 20, 50 e100 tala.
Per indicare il tālā viene usato il simbolo WS$, ma possono anche essere usati SAT, ST o, più semplicemente, T.